# Васил Йончев
Васил Димитров Йончев е български художник – илюстратор и оформител на книги. Основоположник на академичното образование по шрифт и калиграфия, формирал съвременния възглед за графичната форма на българската писмена система.

## Биография
Роден е на 22 ноември 1916 г. в Арбанаси. През 1940 г. завършва Художествената академия в класа на проф. Борис Митов. Работи като учител по рисуване в Пловдив (1944 – 1945) и като художник в „Народно кооперативно издателство“ (1945 – 1954), в списание „Наша родина“ (1954 – 1955) и в издателство „Народна култура“ (1955 – 1966).
От 1966 г. е доцент в Академията по оформление на книгата и шрифта, от 1971 до 1982 г. е професор там. В периода 1973 – 1978 г. заема поста заместник-ректор по учебната и научноизследователската работа.
Умира на 10 май 1985 г. в София.

## Творчество
Васил Йончев работи в областта на шрифтовете и графичния дизайн на книги. Печата серия от статии по проблемите на илюстрацията, шрифтовете и оформлението на книгата. Автор е на монографиите „Шрифтът през вековете“ (1965), „Книгата през вековете“ (1977), „Древен и съвременен български шрифт“ (1982, в съавторство с Олга Йончева) и излязлата посмъртно книга „Азбуката от Плиска, Кирилицата и Глаголицата“ (1997). В трудовете си развива хипотезата за фигурата-модул на глаголицата.
Дело на Йончев са илюстрацията и оформлението на книгите „Чингис Хан“ от Витали Ян (1949), „Максими и размисли“ от Ларошфуко (1968), „Сонети“ от Микеланджело (1970) и други.

## Признание и награди
Носител е на следните отличия:
- 1963 – орден „Кирил и Методий“ – II степен,
- 1966 – Димитровска награда,
- 1967 – I награда на Московската изложба на книгата и златен „Народен орден на труда“,
- 1971, 1977 – златен медал на международното изложение на книгата в Лайпциг,
- 1977 – орден „Народна република България“ – III степен.